# Country Gazette
Country Gazette was een Amerikaanse countryrock-band.

## Bezetting
- Byron Berline (viool)
- Roger Bush (gitaar, contrabas)
- Kenny Wertz (gitaar)
- Alan Munde (banjo)
- Bill Bryson (zang, basgitaar)
- Bill Smith (basgitaar)
- Billy Joe Foster (viool)
- Chris Vandertuin (gitaar)
- Dave Ferguson (viool)

- Dawn Watson (mandoline)
- Gene Wooten (dobro, multi-instrumentalist)
- Gregg Kennedy (contrabas)
- Herb Pedersen (zang, gitaar, banjo)
- Joe Carr (zang, gitaar)
- Michael Anderson (gitaar, bas)
- Michael J. Dohoney (drums)
- Roland White (gitaar, mandoline)
- Steve Garner (contrabas)

## Geschiedenis
Toen de leden van het countryrock-ensemble Dillard & Clark hun eigen weg gingen in 1971, formeerden bluegrassviolist Byron Berline en gitarist/basgitarist Roger Bush de band Country Gazette. Gitarist Kenny Wertz en banjospeler Alan Munde kwamen spoedig erbij. Herb Pedersen schreef songs en was gastartiest bij opnamen van Country Gazette, maar ging niet mee op tournee.
Country Gazette nam hun eerste album A Traitor in our Midst op in 1972, geproduceerd door Jim Dickson. Herb Petersen, Skip Conover en Chris Smith waren gastartiesten.
De compilatie Silver Meteor bij Sierra Records werd uitgebracht in 1980 en heruitgebracht met toegevoegde nummers in 2010. De compilatie bevatte de twee niet uitgebrachte songs All His Children en The Great Filling Station Holdup.
Na tournees in Europa en het Verenigd Koninkrijk nam de band hun album Don't Give Up Your Day Job (1973) op, weer geproduceerd door Jim Dickson. Gasten waren Herb Pedersen, Clarence White, Leland Sklar en Al Perkins.
In 1973 verliet Kenny Wertz de band en Roland White (mandoline, gitaar) werd zijn vervanger. De band bracht het album Live uit in november 1974 in McCabe's Guitar Shop in Santa Monica en weer geproduceerd door Jim Dickson bij Transatlantic Records. Skip Conover was te gast met een dobro-gitaar.
Byron Berline verliet de band in 1975 en Kenny Wertz kwam spoedig weer terug met de violist Dave Ferguson. Ze namen het album Out to Lunch (1976) op voor Flying Fish Records. Jim Dickson was weer de producent en Al Perkins speelde pedal steel.
Kenny Wertz, Dave Ferguson en Roland White verlieten de band. Alan Munde en Roland White waren de enige leden van Country Gazette in 1977, toen ze het album What a Way to Make a Living opnamen bij Ridge Runner Records. Gastmuzikanten waren Byron Berline, Skip Conover, Mike Richey, Richard Greene en Bill Bryson. Dit album werd uitgebracht door Sunset Records in Londen. De leden bij deze opname waren Byron Berline, Roger Bush, Kenny Wertz en Alan Munde. In 1978 vervoegden Joe Carr en Michael Anderson zich bij de band. Ze brachten in 1979 het album All This and Money Too uit bij Ridge Runner Records met als gasten Dave Ferguson, Slim Richey, Tommy Spurlock, Mike McCarty en Michael J. Dohoney. Hun volgende album American & Clean werd geproduceerd door Slim Richie en gasten waren Sam Bush, Dahrell Norris en Slim Richey. Het album werd uitgebracht in 1981 door Flying Fish Records.
Michael Andersen verliet de band en werd vervangen door Greg Kennedy en daarna door Bill Smith. Ze namen America's Bluegrass Band op in Nashville met Herschel Freeman als assistent bij de productie. Voor het album Keep On Pushing was de bandbezetting Alan Munde (banjo), Dawn Watson (gitaar), Steve Garner (basgitaar) en Dave Hardy (zang).

## Andere projecten
Country Gazette nam verscheidene songs op voor de film Welcome Home, Soldier Boys (1971), inclusief Further Along. De leden van Country Gazette verenigden zich met The Flying Burrito Brothers voor diens live-album The Last of the Red Hot Burritos (1972).
Berline en Munde waren tussen dit optreden met Clarence White in april 1973 in Bob Baxters Guitar Workshop tv-show. De video van deze show werd uitgebracht door Sierra Records in 1998 als Together Again For the Last Time (later heruitgebracht op dvd als Clarence White: The Video).

## Discografie

### Singles
United Artists
- 1972: Keep on Pushin' / Hot Burrito Breakdown
- 1972: Swing Low Sweet Charriot / I Wish I Knew
- 1972: Sound of Goodbye
- 1973: Honky Cat / My Oklahoma
- 1973: My Oklahoma / Down the Road
- 1973: Teach Your Children / Huckleberry Hornpipe
- 1973: Honky Cat / Down the Road

### Albums
- 1972: A Traitor in our Midst! (United Artists)
- 1973: Don't Give Up Your Day Job (United Artists)
- 1975: Out to Lunch (uitgebracht in 1976 door Ariola Records / Flying Fish Records), uitgebracht in 1975 als The Sunny Side Of The Mountain door Transatlantic Records)
- 1975: Country Gazette Live (Antilles Records / Ariola Records/ Transatlantic Records)
- 1977: What a Way to Make a Living (Ridge Runner Records)
- 1978: From The Beginning (Sunset Records)
- 1979: All This, and More Money, Too (Ridge Runner Records)
- 1981: American and Clean (Flying Fish Records)
- 1982: America's Bluegrass Band (Flying Fish Records)
- 1986: Bluegrass Tonight (Flying Fish Records)
- 1987: Strictly Instrumental (Flying Fish Records)
- 1991: Keep On Pushing (Flying Fish Records) met Alan Munde

### Compilaties
- 1979: From the Beginning (United Artists) compilatie van A Traitor in our Midst en Don't Give Up Your Day Job
- 1991: Hello, Operator....This Is Country Gazette (Flying Fish Records)
- 1995: Traitor In Our Midst / Don't Give Up Your Day Job (BGO)
- 2013: The Four Album Collection (Sierra Records) compileert Live at McCabe's, Out To Lunch, What a Way to Make a Living en The Archives Album: Unreleased Rarities 1973-1977 (nergens anders uitgebracht)